# Inaugurele rede

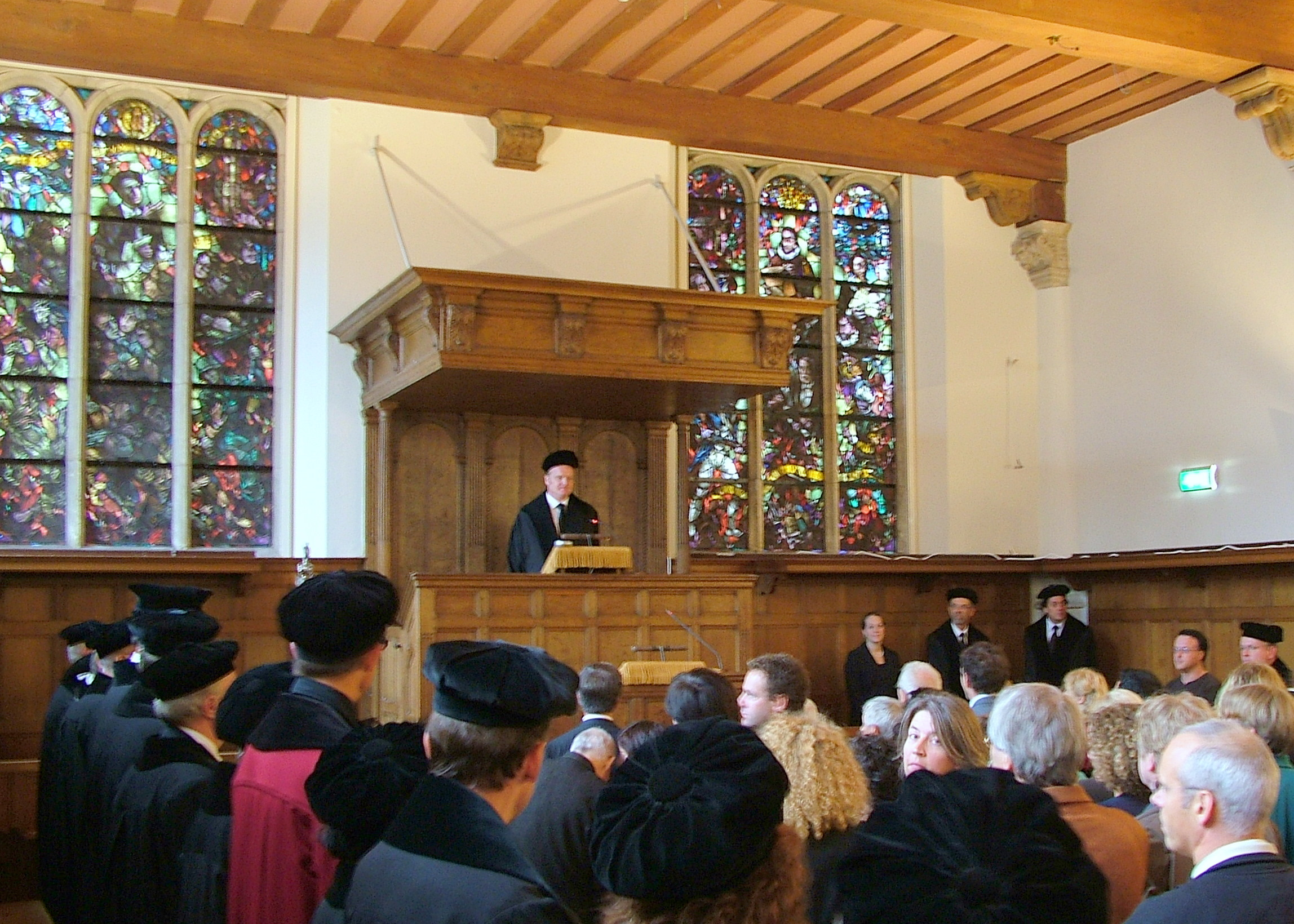
Oratie De duivel zit in het verschil tussen d en t van Marc van Oostendorp, van 2007 tot 2017 hoogleraar Nederlandse Taal- en Letterkunde met de leeropdracht Fonologische microvariatie aan de Universiteit Leiden, 12 september 2008.

De inaugurele rede (ook wel: oratie, van het Latijnse oratio) is een openbare redevoering die een nieuw benoemde hoogleraar houdt. 
De redevoering wordt in principe bijgewoond door alle in het land zijnde hoogleraren (in toga) van de betreffende faculteit en gaat met enig ceremonieel gepaard. De oratie wordt meestal gehouden in de aula van een universiteit. Het is de gewoonte dat de tekst van de rede als boekje wordt uitgegeven. De redevoering heeft meestal betrekking op het vak van de nieuwbenoemde hooggeleerde en de rol die hij of zij daarin hoopt te vervullen. In de praktijk houden vele hoogleraren hun inaugurele rede echter pas als ze al maanden of jaren praktisch in functie zijn.
Het is gebruikelijk dat een lector aan een hogeschool eveneens een inaugurele rede uitspreekt nadat hij of zij enige tijd werkzaam is als lector.